# Anaklia
Anaklia (georgisch ანაკლია) ist ein Luftkurort am Ostufer des Schwarzen Meeres in der Munizipalität Sugdidi, in der Region Mingrelien und Oberswanetien, im Westen Georgiens. Er liegt an der Mündung des Flusses Enguri an der Grenze zu Abchasien.

## Geschichte
Die ersten Ansiedlungen auf dem Territorium der Stadt reichen zurück bis in die mittlere Bronzezeit.
Nach dem Zerfall des Königreichs Georgien war es im 16. Jahrhundert eine befestigte Stadt, Hafen und Fischereizentrum des Fürstentums Mingrelien. 
1723 wurde die Stadt von Truppen des Osmanischen Reichs eingenommen. Aus dieser Zeit stammt die Festung.

## Söhne und Töchter der Stadt
- Iuri Akobia (1937–2014), georgischer Schachkomponist

|  |  |